# Gian Carlo Duranti
Gian Carlo Duranti (Ventimiglia, 13 marzo 1922 – Bussana, 19 marzo 2013) è stato un saggista italiano.

## Biografia
Laureatosi in ingegneria edile al Politecnico di Torino ha iniziato nel 1968 ad occuparsi della matematica filosofica greca. Ha pubblicato in proprio un primo libro (Logismi e numeri di Platone) nel 1978. In seguito si è occupato del X libro degli Elementi di Euclide nel quale ritiene di aver rintracciato la matrice egizia della cultura greca, come riportato nel volume Terzo numero binomiale di Euclide e terza civiltà di Ammon-Zeus, pubblicato nel 1991, cui ha fatto seguito nel 1993 Aritmogeometria pitagorica e idee numeri di Platone.
In seguito si è occupato della Bibbia ebraica, ritenendo di riportare alla luce una concezione comune al mondo mediterraneo. Tale concezione è stata riportata nelle pubblicazioni Le ‘troisieme Dieu’ d'Abraham et de Platon (1993), Codici nel Pentateuco e matematica egizio platonica (1994), Verso un Platone terzo. Intuizioni e decezioni nella scuola di Tübingen (1995).
Sono seguiti nel 2000 Da Giza_Sion_Atene, per una città della scienza, nel 2002 "Dall'antica sapienza mediterranea una sfida agli epigoni dell'Illuminismo", articolo pubblicato in Studi Europei. Nell'anno accademico 2001/2002 l'autore ha tenuto all'Università di Genova un corso monografico di lezioni, intitolato “Filosofia e matematica in Platone e nell'Antico Testamento”, presentato nel volume “Filosofia antica e odierna misosofia” (2002). 
Nel 2010 ha pubblicato La Bibbia si apre anche al non-credente ,in cui si propone di rispondere all'aspirazione di ogni credente a vedere confermata la Fede dalla ragione.
Alla fine del 2012 sono stati pubblicati tre brevi scritti strettamente collegati fra loro: Introduzione al messaggio meta-matematico del Pentateuco; Il compimento dell'Era degli Evi avverrà quando questo Vangelo che annunzia il Regno (dei Cieli) sarà predicato su tutta la Terra abitata, quale testimonianza a tutte le genti (Matteo 24:3-14); La meta-matematica epimoria: scienza peculiare delle Sacre Scritture.

## Opere
- Logismi e numeri di Platone (pubblicato in proprio), 1978.
- "Le Cerebroteche: una 'ratio' al di là del tempo e dello spazio, del bene e del male", in Responsabilità della cultura. Studi in onore di Maria Adelaide Raschini, Japadre editore, L'Aquila - Roma 1990.
- Terzo numero binomiale di Euclide e terza civiltà di Ammon-Zeus, Cesati editore, Firenze 1991.
- Artimogeometria pitagorica e idee numeri di Platone, L'Arcipelago editore, Genova 1993.
- Le ‘troisième Dieu’ d'Abraham et de Platon, Tsafon, Lille 1993.
- Codici del Pentateuco e matematica egizio-platonica, L'Arcipelago editore, Genova 1994.[1]
- Verso un Platone ‘terzo’. Intuizioni e decezioni nella scuola di Tübingen, Marsilio editore, Venezia 1995 (tradotto in inglese e tedesco). ISBN 88-317-6287-7, ISBN 978-88-317-6287-8.
- Carità intellettuale. Testimonianze su Maria Adelaide Raschini, L'Arcipelago editore, Genova 2000.
- Da Giza-Sion-Atene, per una città della scienza, Leo S. Olschki editore, Firenze, 2000 ISBN 978-88-222-4903-6.
- "Dall'antica sapienza mediterranea una sfida agli epigoni dell'Illuminismo", in Studi Europei, Olschki editore, Firenze, 2000.
- Filosofia antica e odierna misosofia, Edicolors, Genova 2002 (corso monografico "Filosofia e matematica in Platone e nell'Antico Testamento”, tenuto dall'autore presso la facoltà di scienze della formazione dell'Università di Genova).
- La Bibbia si apre anche al non-credente (in cui si propone di rispondere all'aspirazione di ogni credente a vedere confermata la Fede dalla ragione), 2010, ISBN 978-88-675-5324-2.
- Introduzione al messaggio meta-matematico del Pentateuco, 2012.
- Il compimento dell'Era degli Evi avverrà quando questo Vangelo che annunzia il Regno (dei Cieli) sarà predicato su tutta la Terra abitata, quale testimonianza a tutte le genti (Matteo 24:3-14), 2012.
- La meta-matematica epimoria: scienza peculiare delle sacre Scritture, 2012.